# Liuto attiorbato
De liuto attiorbato is een snaarinstrument uit de luitfamilie. Het instrument werd voornamelijk in Italië in de barok bespeeld en kenmerkt zich door de dubbele bassnaren die via een verlenging van de hals niet boven de toets van het instrument uitkomen. Het instrument is sterk verwant aan de aartsluit die geen dubbele bassnaren heeft en over het algemeen langere bassnaren heeft. 